# 18148 Bellier
18148 Bellier là một tiểu hành tinh vành đai chính với chu kỳ quỹ đạo là 2036.0392521 ngày (5.57 năm).
Nó được phát hiện ngày 29 tháng 7 năm 2000.